# Робертс, Коннор (футболист, 1995)
Коннор Ричард Джон Робертс (валл. Connor Richard John Roberts; 23 сентября 1995, Нит, Уэльс) — валлийский футболист, защитник клуба «Бернли» и сборной Уэльса.

## Биография

### Клубная карьера
Родился в 1995 году в городе Нит, вырос в близлежащей деревне Кринант. В возрасте 9 лет присоединился к академии «Суонси Сити». В сезоне 2014/15 в составе молодёжной команды клуба стал победителем второго дивизиона лиги профессионального развития.
На профессиональном уровне дебютировал в сезоне 2015/16, выступая в аренде за клуб Лиги 2 «Йовил Таун», в составе которого сыграл 45 матчей. В первой части сезонов 2016/17 и 2017/18 также выступал в аренде за клубы «Бристоль Роверс» и «Мидлсбро», однако большого количества игрового времени не получал. Вскоре после возвращения из аренды, дебютировал в основном составе «Суонси Сити» — 13 января 2018 года в матче 23-го тура Английской Премьер-лиги против «Ньюкасл Юнайтед» (1:1), в котором вышел на замену на 65-й минуте вместо Майка ван дер Хорна. Всего же Робертс провёл 4 матча в АПЛ, но по итогам сезона 2017/18 занял с командой 18 место, вылетев в Чемпионшип.

### Карьера в сборной
Впервые был вызван в основную сборную Уэльса в марте 2018 года на товарищеские матчи со сборными Китая и Уругвая. 26 марта в матче с Уругваем дебютировал за национальную сборную, появившись на замену на 59-й минуте вместо Деклана Джона. 6 сентября того же года в матче Лиги наций УЕФА против сборной Ирландии (4:1) забил свой первый гол в составе сборной.
В мае 2021 года Робертс был включён в окончательную заявку сборной Уэльса на чемпионат Европы 2020. Он отыграл 3 полных матча на групповой стадии турнира и отметился забитым голом в компенсированное время в матче второго тура со сборной Турции, установив окончательный счёт матча — 2:0. Также Робертс появился в стартовом составе в матче 1/8 финала против Дании (0:4), но был заменён на 41-й минуте из-за травмы.
| Список голов Коннора Робертса за национальную сборную Уэльса | Список голов Коннора Робертса за национальную сборную Уэльса | Список голов Коннора Робертса за национальную сборную Уэльса | Список голов Коннора Робертса за национальную сборную Уэльса | Список голов Коннора Робертса за национальную сборную Уэльса | Список голов Коннора Робертса за национальную сборную Уэльса |
| №                                                            | Дата                                                         | Соперник                                                     | Счёт                                                         | Голы                                                         | Соревнование                                                 |
| ------------------------------------------------------------ | ------------------------------------------------------------ | ------------------------------------------------------------ | ------------------------------------------------------------ | ------------------------------------------------------------ | ------------------------------------------------------------ |
| 1                                                            | 6 сентября 2018                                              | Ирландия                                                     | 4:1                                                          | 55′                                                          | Лига наций УЕФА 2018/2019                                    |
| 2                                                            | 16 июня 2021                                                 | Турция                                                       | 2:0                                                          | 90+5′                                                        | Евро-2020                                                    |

## Достижения
- Лучший игрок ФК «Суонси Сити» в сезоне 2020/21[7]